# Уве Ульссон
Свен Уве Ульссон (швед. Sven Owe Ohlsson, нар. 19 серпня 1938, Гельсе, Швеція) — шведський футболіст, що грав на позиції нападника. По завершенні ігрової кар'єри — тренер.
Виступав, зокрема, за клуби «Гетеборг» та АІК, а також національну збірну Швеції.
Чемпіон Швеції. 

## Клубна кар'єра
У дорослому футболі дебютував 1956 року виступами за команду клубу «Гетеборг», в якій провів сім сезонів, взявши участь у 164 матчах чемпіонату.  Більшість часу, проведеного у складі «Гетеборга», був основним гравцем атакувальної ланки команди. У складі «Гетеборга» був одним з головних бомбардирів команди, маючи середню результативність на рівні 0,62 голу за гру першості.
Своєю грою за цю команду привернув увагу представників тренерського штабу клубу АІК, до складу якого приєднався 1964 року. Відіграв за команду з Стокгольма наступні сім сезонів своєї ігрової кар'єри. Граючи у складі клубу АІК також здебільшого виходив на поле в основному складі команди.
Завершив професійну ігрову кар'єру у клубі «Стокгольм», за команду якого виступав протягом 1972—1974 років.

## Виступи за збірну
1958 року дебютував в офіційних матчах у складі національної збірної Швеції. Протягом кар'єри у національній команді, яка тривала 7 років, провів у її формі 15 матчів, забивши 6 голів.
У складі збірної був учасником чемпіонату світу 1958 року у Швеції, де разом з командою здобув «срібло».

## Кар'єра тренера
Розпочав тренерську кар'єру, ще продовжуючи грати на полі, 1972 року, очоливши тренерський штаб клубу «Стокгольм». Досвід тренерської роботи обмежився цим клубом.

## Титули і досягнення
- Віце-чемпіон світу: 1958
- Чемпіон Швеції (1):

«Гетеборг»: 1957-58